# Langfristige Preisuntergrenze
Unter der langfristigen Preisuntergrenze versteht man in der Betriebswirtschaftslehre den in der Kostenträgerrechnung kalkulierten Mindestpreis für ein Produkt oder eine Dienstleistung, der die Gesamtkosten deckt.  
Die Preisuntergrenze ist Bestandteil der Preispolitik eines Unternehmens, das im Wettbewerb mit Konkurrenten den Marktpreis als Instrument einsetzt, um die Nachfrage nach seinen Produkten oder Dienstleistungen durch Preissenkungen zu erhöhen oder durch Preissteigerungen zu senken. Der Preisspielraum reicht von einer Preisuntergrenze, bei der kein Gewinn mehr möglich ist, bis zu einer Preisobergrenze, bei der keine Nachfrage mehr besteht; dazwischen liegen die Preise von Substitutionsprodukten der Konkurrenz.
Bei Preissenkungen muss dem Unternehmen bekannt sein, zu welchem Preis die Gesamtkosten oder ein Teil davon gerade noch gedeckt werden können. Beim Erreichen der Preisuntergrenze wird das Unternehmen zum Grenzanbieter. Die langfristige Preisuntergrenze soll aussagen, dass ein Unternehmen den Mindestpreis auf längere Sicht durchhalten kann, ohne dass dieser existenzbedrohend wird. Die kurzfristige Preisuntergrenze dagegen führt zu Verlusten, die das Eigenkapital mindern und damit zu einer Unternehmenskrise führen können.

## Ermittlung
Bei der langfristigen Preisuntergrenze {\displaystyle lPUG} werden die Gesamtkosten (also variable Kosten {\displaystyle K_{v}} und Fixkosten {\displaystyle K_{f}}) gedeckt, aber keine Gewinne erzielt, denn das Unternehmen produziert an der Gewinnschwelle:
{\displaystyle lPUG=K_{v}+K_{f}}.
Die dazugehörige Produktionsmenge {\displaystyle M} wird als Betriebsoptimum bezeichnet. Dividiert man nun die Gesamtkosten {\displaystyle K_{g}} durch die Produktionsmenge, so ergibt sich die langfristige Preisuntergrenze als Preis:
{\displaystyle lPUG={\frac {K_{\mathrm {g} }}{M}}}.
Die Gesamtkosten (Selbstkosten) werden hierbei durch die Umsatzerlöse gedeckt, aber es werden keine Gewinne erzielt, denn das Unternehmen produziert an der Gewinnschwelle.
Berechnet wird die langfristige Preisuntergrenze alternativ, indem man die erste Ableitung der Stückkostenfunktion gleich Null setzt und den anschließend erhaltenen Wert in die Stückkostenfunktion einsetzt. Den dazugehörigen x-Wert nennt man Betriebsoptimum. Das gleiche Ergebnis ergibt sich, wenn man den Schnittpunkt der Grenzkostenkurve {\displaystyle K'(x)} und der Stückkostenkurve {\displaystyle k(x)} berechnet, indem man beide Funktionen gleich setzt und den anschließend erhaltenen Wert wiederum in die Stückkostenfunktion {\displaystyle k(x)} einsetzt.
Beispiel
Die variablen Kosten betragen angenommen 22.000 Euro, die Fixkosten 12.000 Euro, so dass die Gesamtkosten bei 34.000 Euro liegen. Die langfristige Preisuntergrenze beträgt bei einer Produktionsmenge von 400 Stück 85 Euro. Hier zeigt sich, wie bedeutsam die Fixkosten für ein Unternehmen sind. Eine Kostensenkung der Fixkosten ermäßigt nicht nur die Gewinnschwelle (es entsteht früher Gewinn), sondern wirkt sich überproportional auf den Preis aus.

## Rechtsfragen
Nach ständiger Rechtsprechung des Bundesgerichtshofs (BGH) steht es dem Unternehmer im Rahmen der geltenden marktwirtschaftlich orientierten Wirtschaftsordnung grundsätzlich frei, seine Preisgestaltung in eigener Verantwortung vorzunehmen. Diesem Urteil zufolge ist ein zeitlich begrenztes Angebot einzelner Schallplatten unter Einstandspreis ohne Vorliegen besonderer Umstände nicht ohne weiteres wettbewerbswidrig. Dagegen beeinträchtigt der dauerhafte Verkauf von Produkten unter Einkaufspreis kleinere Konkurrenten unbillig und ist daher grundsätzlich zu verbieten. Ausgangspunkt des Rechtsstreits war der Eingriff des Bundeskartellamts in den Preiskampf des deutschen Lebensmitteleinzelhandels im September 2000 mit dem Verbot an Walmart, Aldi Nord und Lidl, Produkte unter dem Einkaufspreis zu verkaufen. Der BGH verbot diese Praxis, wenn sie von Unternehmen mit Marktmacht über längere Zeit, jedenfalls aber systematisch handelnd, ausgeübt wird.

## Wirtschaftliche Aspekte
Die Fachliteratur unterscheidet zuweilen zwischen kurzfristig und langfristig wirkenden konstitutiven Entscheidungen. So soll die kurzfristige Preisuntergrenze eine operative, die langfristige Preisuntergrenze dagegen eine konstitutive Entscheidung darstellen.
Im Preiswettbewerb zwischen Unternehmen für das gleiche Produkt oder die vergleichbare Dienstleistung kann es sinnvoll sein, den Verkaufspreis als strategischen Aktionsparameter zu senken, um ein höheres Absatzvolumen zu generieren. Der Preis muss jedoch beim Marktverhalten als Aktionsparameter zur Verfügung stehen (Preisanpasser im Oligopol oder Polypol), denn der Mengenanpasser muss zum gegebenen Marktpreis anbieten. Durch Preissenkung kann eine Unterbeschäftigung beseitigt werden. Dabei kann der Verkaufspreis bis zur Preisuntergrenze gesenkt werden, so dass diese die Limitation der Preispolitik darstellt. Sollte die Preisuntergrenze unterschritten werden, erfüllt ein Verzicht auf den Verkauf die Unternehmensziele besser als der Verkauf. Bei Unterschreitung der Preisuntergrenze sollten Produkte aus wirtschaftlichen Gründen aus dem Produktionsprogramm entfernt werden bzw. auf die Annahme eines Auftrags oder einer Bestellung verzichtet werden, weil sie zu Verlusten führt.